# 김민영 (모델)
김민영(1991년 9월 1일 ~ )은 대한민국의 모델이자 기업가이다.

## 이력
2008년 패션 모델로 첫 데뷔를 하였다.

## 출연작

### 텔레비전 프로그램
- 2014년 OGN 《하스스톤 아옳옳옳》
- 2014년 OGN 《하스스톤 아옳옳옳 : 황금전쟁》
- 2015년 OGN 《히로인 오브 더 스톰》
- 2015년 패션N 《팔로우미 6》
- 2015년 KFN 국방TV 《뮤직 락 드림》
- 2017년 SBS 《게임쇼 유희낙락》

## 경력
- 민티크